# Brasão de Brumado
O Brasão de Brumado é o distintivo maior do município de Brumado; representa responsabilidade e seriedade municipal e é usado em todos os documentos oficiais.

## Criação
O Brasão de Brumado foi criado pela mesma resolução que possibilitou a criação da bandeira do município. Em 1972, por iniciativa da vereadora Esther Trindade Serra, foi criada a Resolução 1/72 de 20 de abril do mesmo ano, e em cerimônia religiosa realizada pelo monsenhor Antônio da Silveira Fagundes e o frei Paulo, um alemão radicado no Brasil, do Mosteiro de São Bento de Salvador, criou-se o brasão oficial do município. A ajuda do frei foi de essencial importância para que se criasse um modelo adequado. Foi combinado, então, que o brasão tivesse a frase, em latim: In omnibus crux, que em português significa "Em tudo (ou em todo) a Cruz", mas em 6 de dezembro de 2007, foi criada a Lei n° 1.510, que decretou a substituição da frase anterior por In omnibus primus, que significa "Em tudo (ou em todo) o primeiro". O Brasão de Brumado é usado em todos os documentos oficiais do município. Tanto o brasão quanto a bandeira foram criados  na mesma ocasião. O brasão tem as mesmas cores da bandeira: vermelho e amarelo.